# Audio-Animatronics
Audio-Animatronics es la marca registrada de una forma de robótica creada por Walt Disney Imagineering para espectáculos y atracciones en los parques temáticos de Disney y posteriormente ampliados y utilizados por otras empresas. Los robots se mueven y hacen ruido, por lo general en canciones. Los Audio-Animatronics tienen movimientos programados sobre la base de una obra musical o con efectos de sonido. Son diferentes a los robots-androides en el sentido de que éstos se mueven por procesamiento de estímulos externos y responden a ellos. Animatronics se ha convertido en un nombre genérico para los robots similares creados por otras empresas que no son de Disney.

## Creación y desarrollo temprano
Audio-Animatronics fue una creación de Lee Adams, un empleado de Walt Disney, que trabajó como electricista en el estudio de Burbank y fue uno de los ingenieros originales de Disney. El primer Audio-Animatronic de Disney fue el calamar gigante en la película 20.000 leguas bajo el mar, que fue creado por Adams, basada en un libro del mismo título de Julio Verne. Había bombas conectadas a los tentáculos. Cuando una bomba era activada, el aire llenaba los tentáculos, lo que les hacía subir y girar en espiral.
El término "Audio-Animatronics" se utilizó por primera vez comercialmente por Disney en 1961, fue presentada como una marca en 1964, y fue registrada en 1967.
Tal vez lo más impresionante de los primeros esfuerzos en audio-animatronics fue la atracción Enchanted Tiki Room, que se inauguró en 1963 en Disneyland, donde una sala llena de criaturas tropicales sincronizan la acción de los ojos y los gestos faciales con una partitura musical; totalmente por medios electromecánicos. El "elenco" de la revista musical utilizaba tonos grabados en cinta magnetofónica, que hacía vibrar una caña de metal que cierra un circuito para activar un relé que enviaba un pulso de electricidad a un mecanismo que activaba una válvula neumática para mover una parte de la figura del cuerpo.
Los movimientos de la atracción de aves, flores y Tiki ídolos fueron desencadenadas por el sonido, eso explica que el prefijo "audio" se incluya en el nombre de estos robots. Los movimientos tenían una neutral "posición de descanso natural", la cual la extremidad / parte volvería a adoptar cuando no hay pulso eléctrico. Toda la animación se basaba en el ON/OFF, encendido y apagado.
Otros ejemplos fueron el Lincoln Exposición, presentado en el Estado de Illinois en el Pabellón de Feria mundial Nueva York 1964. También en la feria estuvieron s otros tres pabellones con Audio-Animatronics. Eran Pepsi-UNICEF, General Electric's Carrusel de Progreso, y Ford's Magic Skyway.

## Funcionamiento interno
Sus músculos (neumáticos) no eran lo bastante potentes para mover objetos de mayor tamaño, como un brazo artificial humano, por lo que la hidráulica se utiliza para las grandes cifras. El movimiento que poseen los Audio-Animatronics, como se dijo anteriormente, se basa en un sistema "ON/OF", esto quiere decir que primero se mueve una parte y luego otra, no son posibles los movimientos simultáneos. Para que parezca más real se utiliza un sistema analógico. El sistema digital se utilizó con los pequeños neumáticos en movimiento en extremidades (párpados, picos, en los dedos), y el sistema analógico se utiliza para la gran hidráulica la alimentación humana o animal (brazos, cabezas) moviendo las extremidades.
Para permitir un alto grado de libertad, se parecen a las botellas en miniatura, típico neumático o cilindros hidráulicos, pero montar la parte trasera de la botella en una articulación de rótula y varilla roscada. Esta articulación de rótula permisos de los cilindros a flotar libremente en el interior del marco, como cuando la muñeca rota y conjunta flexiona.
La tecnología Disney no es infalible. El aceite se derrama de vez en cuando por goteo o fuga. A veces es necesario hacer contacto para reparar trabajo, o tirar algunas partes debido a fugas de fluidos dentro. El Tiki Room sigue siendo un neumático teatral conjunto, principalmente debido a las fugas se refiere - Disney no quiere que los fluidos hidráulicos de goteo hacia abajo en el público durante un espectáculo.
Porque cada cilindro requiere su propio control / canal de datos, el original de audio animatronic cifras son relativamente simples en su diseño para reducir el número de canales necesarios. Por ejemplo, los primeros diseños humanos (se refiere a internos de Disney como la serie A-1) incluidos los cuatro dedos de la mano como un actuador. Con los ordenadores digitales modernos y grandes de almacenamiento de datos, el número de canales es prácticamente ilimitada. Las versiones actuales (serie A-100) cuentan ahora con actuadores individuales para cada dedo, y mejoras similares se han extendido a lo largo de las cifras.
El cumplimiento es una nueva tecnología que permite una más rápida y movimientos realistas, sin sacrificar el control. En las cifras mayores, un rápido movimiento de las extremidades podría causar la cifra para todo el agitar de un modo extraño. El Imagineers por lo tanto, había que programar los movimientos más lentos, sacrificando la velocidad con el fin de hacerse con el control. Esto fue frustrante para los animadores, que querían más rápido los movimientos en muchos casos. El cumplimiento mejora la situación permitiendo que las extremidades anteriores para seguir los puntos en que están programadas para detener, que luego regresar rápidamente a la "intención" posición, por mucho que real orgánica partes del cuerpo. Los diversos movimientos lentos también se paran en sus diversas posiciones, en lugar de utilizar las paradas inmediatas que provocaron la agitación no deseados. Este absorbe el choque, al igual que los amortiguadores en un coche o la absorción natural de choque en un cuerpo viviente.
La piel de un Audio-Animatronics (abreviatura AA) está hecha de caucho de silicona. Debido a que el cuello es mucho más estrecho que el resto del cráneo, el cráneo, la piel cubierta tiene una cremallera hasta la parte posterior para permitir la fácil remoción. La apariencia facial está pintada en la goma. También se utilizan maquillaje y cosméticos estándar, para darle una apariencia más humana a los Animatronics. Con el tiempo la pintura se afloja y se cae, de manera que el maquillaje y el repintado de trabajo es obligatorio.
En general, como la piel de caucho es flexible, el estrés hace que esta se seque y comienzan a agrietarse. Los que no tienen un alto grado de flexibilidad de movimiento (como los antiguos A-1 serie de Lincoln) necesitan un reemplazo de piel cada 10 años. La más reciente A-100 series AA humanos (como la de Bill Clinton) también incluyen la flexión actuadores que se mueven las cejas y mejillas para permitir las expresiones más realista, pero la piel se agota más rápidamente y las necesidades de reemplazo, al menos, cada cinco años.
La peluca de un AA se hace de cabello humano natural para el más alto grado de realismo, pero el uso del cabello real crea sus propios problemas ya que los cambios en la humedad constante y rápido movimiento de los elementos móviles de hardware AA transporte a lo largo del día causa que el pelo lentamente a pierda su estilo, que requieren los retoques antes de cada día de muestra.

## Variaciones de Audio-Animatronics
La tecnología de la AA en los parques temáticos en todo el mundo varían en su sofisticación. Van desde el parpadeo y los movimientos de la boca a Walt Disney's Enchanted Tiki Room, circulación de todo el cuerpo, desde la boca hasta la punta de los dedos en Stitch's Great Escape! en el Magic Kingdom. Las actuales tecnologías han allanado el camino para más elaborados AA , como el "Cabeza de Úrsula" en la Laguna Sirena Teatro DisneySea en Tokio, las cifras de Indiana Jones dentro de la Indy lugares de interés, tanto en Disneyland Tokio y DisneySea, el "swordfighting" piratas dentro de Disneyland París »Versión de Piratas del Caribe, el" lava / rock monstruo "dentro de Viaje al Centro de la Tierra DisneySea en Tokio, el" Yeti "dentro de la Expedición Everest en Disney's Animal Kingdom, o la Roz figura en el Disney's California Adventure la atracción" Monstruos, Inc Mike & Sulley al Rescate! ". En el caso de la Roz cifra, Disney hace que la cifra aparentemente "interactuar" con los clientes con la ayuda de un operador que no se ve el paseo que elige pregrabados los mensajes de Roz a "hablar", con lo que parece "reaccionar" ante los huéspedes y los reconoce por sus prendas de vestir.
Una de las más recientes cifras viene con cambios para el clásico de atracción, "Piratas del Caribe" en los dos complejos turísticos de América (Disneyland y Walt Disney World), ambos ahora con los personajes de Piratas del Caribe serie de películas. El de Jack Sparrow se basa en su portrayer Johnny Depp, incluso con su voz y su cara.

## Atracciones de Disney que han utilizado Audio-Animatronics

### Recurso de Disneyland

#### Disneyland
- Main Street, U.S.A.
  - Grand Canyon/Primeval World dioramas (part of the Disneyland Railroad)
  - Great Moments with Mr. Lincoln (on hiatus; return date unknown)
- Adventureland
  - Walt Disney's Enchanted Tiki Room
  - Indiana Jones Adventure: Temple of the Forbidden Eye
  - Jungle Cruise
- New Orleans Square
  - Haunted Mansion
  - Pirates of the Caribbean
  - Club 33 (Inactive as of 2006)
- Frontierland
  - Mark Twain Riverboat
  - Big Thunder Mountain Railroad
  - Mine Train Through Nature's Wonderland (since removed)
- Critter Country
  - Splash Mountain
  - Country Bear Jamboree (since removed)
- Fantasyland
  - It's a Small World
  - Matterhorn Bobsleds
  - Alicia en el país de las maravillas
- Mickey's Toontown
  - Roger Rabbit's Car Toon Spin
- Tomorrowland
  - Star Tours
  - Buzz Lightyear Astro Blasters
  - Finding Nemo Submarine Voyage
  - Submarine Voyage thru Liquid Space (since removed)
  - Innoventions
  - America Sings (since removed)
  - Flight to the Moon (since removed)
  - Mission to Mars (since removed)
  - Carousel of Progress (since moved to Walt Disney World's Magic Kingdom)
- Parades
  - Walt Disney's Parade of Dreams

- A Bug's Land
  - It's Tough to be a Bug!
- Hollywood Pictures Backlot
  - Jim Henson's Muppet*Vision 3D
  - Monsters, Inc. Mike & Sulley to the Rescue!
  - Lucky the Dinosaur (since removed)
- Paradise Pier'
  - Toy Story Midway Mania!

### Recurso de Walt Disney World

#### The Magic Kingdom
- Adventureland
  - The Enchanted Tiki Room (Under New Management)
  - Jungle Cruise
  - Pirates of the Caribbean
- Liberty Square
  - The Hall of Presidents
  - Haunted Mansion
- Frontierland
  - Big Thunder Mountain Railroad
  - Splash Mountain
  - Country Bear Jamboree
- Fantasyland
  - It's a Small World
  - Mickey's PhilharMagic
  - Mickey Mouse Revue (since moved to Tokyo Disneyland)
  - 20,000 Leagues Under the Sea: Submarine Voyage (since removed)
- Tomorrowland
  - The Carousel of Progress
  - Space Mountain
  - Stitch's Great Escape!
  - Buzz Lightyear's Space Ranger Spin
  - Flight to the Moon (since removed)
  - Mission to Mars (since removed)
  - The Timekeeper (since removed)

#### Epcot
- Future World
  - Spaceship Earth
  - Innoventions
  - Universe of Energy
  - Journey Into Imagination
  - The Land
    - Living with the Land
    - Food Rocks (since removed)
    - Kitchen Kabaret (since removed)

  - Horizons (since removed)
  - Communicore (since removed)
  - World of Motion (since removed)
- World Showcase
  - The American Adventure
  - Maelstrom
  - Gran Fiesta Tour Starring The Three Caballeros

#### Disney's Hollywood Studios
- Streets of America
  - Star Tours
  - Jim Henson's Muppet*Vision 3D
- Hollywood Boulevard
  - The Great Movie Ride
- Pixar Place
  - Toy Story Midway Mania!

#### Disney's Animal Kingdom
- Discovery Island
  - It's Tough to be a Bug!
- DinoLand U.S.A.
  - DINOSAUR (formerly Countdown to Extinction)
  - Lucky the Dinosaur (since removed)
- Asia
  - Expedition Everest
- Africa
  - Kilamanjaro Safaris

### Recurso de Tokyo Disney

#### Tokyo Disneyland
- Adventureland
  - Primeval World diorama (as part of Western River Railroad)
  - Jungle Cruise
  - The Enchanted Tiki Room: Get The Fever!
  - Pirates of the Caribbean
- Critter Country
  - Splash Mountain
- Westernland
  - Country Bear Jamboree
  - Mark Twain Riverboat
  - Big Thunder Mountain Railroad
- Fantasyland
  - Cinderella Castle Mystery Tour (since removed)
  - It's a Small World
  - Haunted Mansion / Haunted Mansion Holiday Nightmare
  - Pooh's Hunny Hunt
  - The Mickey Mouse Revue
- Tomorrowland
  - Star Tours
  - Buzz Lightyear's Astro Blasters
  - Visionarium (since removed)
  - Meet the World (since removed)
  - Monster's Inc: Hide n' Go Seek! (abriendo en el 2009)

#### Tokyo DisneySea
- Portofino Harbour
  - Mythica (daytime show)
  - BraviSEAmo! (nighttime show)
- Arabian Coast
  - Sinbad's Storybook Voyage (formerly Sinbad's Seven Voyages)
  - Magic Lamp Theater
- Port Discovery
  - StormRider
- Mermaid Lagoon
  - Mermaid Lagoon Theater
- New York Harbor
  - Tower of Terror
- Lost River Delta
  - Indiana Jones Adventure: The Temple of the Crystal Skull
- Mysterious Island
  - Journey to the Center of the Earth
  - 20,000 Leagues Under the Sea

### Recurso de Disneyland Paris

#### Disneyland Park
- Frontierland
  - Phantom Manor
  - Big Thunder Mountain
- Adventureland
  - Pirates of the Caribbean
  - Colonel Hathi's Pizza Outpost restaurant (currently semi-operative)
- Fantasyland
  - It's a Small World
  - La Tanière du Dragon
- Discoveryland
  - Buzz Lightyear Laser Blast
  - Le Visionarium (since removed)
  - Les Mystères du Nautilus
  - Star Tours

### Recurso de Hong Kong Disneyland

#### Hong Kong Disneyland
- Main Street, U.S.A.
  - Hong Kong Disneyland Railroad
  - The Disneyland Story
  - Main Street Haunted Hotel (since removed)
  - Turtle Talk with Crush
- Adventureland
  - Festival of the Lion King
  - Jungle River Cruise
  - Lucky the Dinosaur
  - Tarzan's Treehouse on Tarzan Island
- Fantasyland
  - It's a Small World
  - Mickey's PhilharMagic
- Tomorrowland
  - Buzz Lightyear Astro Blasters
- Parades
  - Mickey's WaterWorks
  - Glow in the Park Halloween Parade
- Entertainment
  - Muppet Mobile Lab

## Otros usos de los Animatronic
Los Animatronics también ganaron popularidad en la década de 1980 debido al uso en los centros de entretenimiento familiar como el espectáculos Pizza Place y Chuck E. Cheese's. También se utilizan en el cine y la televisión para los efectos especiales.
Varios pasajeros y la tripulación de un Pioneer Zephyr están representados en una muestra de este histórico tren a Chicago Museo de Ciencia e Industria. Pulcramente vestido con el buen estilo de los pasajeros de primera clase de su época, comenta sobre la vestimenta casual de los visitantes.
La George Washington Memorial Masónico Nacional ofrece un Animatronic de George Washington.
Se dice a menudo queJohn Wardley llevado Animatronics al Reino Unido, utilizando un concepto llamado Movimiento Ramped, lo que permitió que para hacer más suaves movimientos de las figuras.
John apareció en la mañana del Mundo en los años 70 con un toque Animatronic, programado para la música.
Su primer proyecto fue la creación de la animación espectáculo "50 años gloriosos" para Tussaud's "Realeza y Exposiciones Imperio" a Winzsor.